# TCV Suja
Le TCV Suja aussi appelé école de Bir est une branche de l'école des Villages d'enfants tibétains (TCV) situé à proximité des villes de Baijnath, Himachal Pradesh et de Mandi, Himachal Pradesh en Inde. Il a été fondé en 1986. Il héberge 839  élèves et 61 employés. 

## Historique
Dans les années 1980, des milliers d'enfants et de jeunes adultes analphabètes se sont enfuis du Tibet pour l'Inde. Le gouvernement tibétain en exil créa pour eux une école à Bir en 1986, en confiant la gestion au TCV, reconnue pour ses compétences en matière d’éducation. En 1990, l'école déménagea à proximité, au lieudit Suja. En 1994, avec le soutien de SOS Kinderdorf international, des maisons pour les plus jeunes furent construites, induisant une distinction administrative entre le TCV Suja pour les petits, et le TCV school Bir pour les grands.
De 1992 à 1994, Acharya Yeshi Phuntsok a été administrateur universitaire et professeur de langue tibétaine à l'école.

## Anciens élèves
- Dorje Tashi